# Privatekonomi
Privatekonomi kallas den gren av ekonomin som behandlar privatpersoners inkomster, utgifter, tillgångar, skulder och dylikt.
De tyngsta elementen i en privatpersons utgifter är vanligen bostadskostnader (direkta och i form av ränta på bostadslån), transportkostnader samt kostnader för mat, kläder och andra förbrukningsvaror. Vad inkomsterna beträffar rör det sig framför allt om lön för arbete, avkastning av kapital eller olika former av bidrag som pension. Man kan också bedriva egen rörelse.

## Reala kapitalinkomster eller utgifter
Inlåningsräntan är den betalning man får när man sparar pengar på banken. Räntan kan beskattas som inkomst av kapital, och värdet av pengarna kan även ändras av inflation eller deflation. Den som lånar pengar betalar bankens utlåningsränta. Den som har en arbetsinkomst får i Sverige göra avdrag för ränteutgifter vilket minskar kostnaden, medan inflation eller deflation minskar eller ökar värdet av skulden.